# NGC 4277
NGC 4277 este o galaxie lenticulară situată în constelația Fecioara. A fost descoperită în 17 aprilie 1786 de către William Herschel. Se află la o distanță de 19,9 megaparseci de Pământ.